# Oslo torg

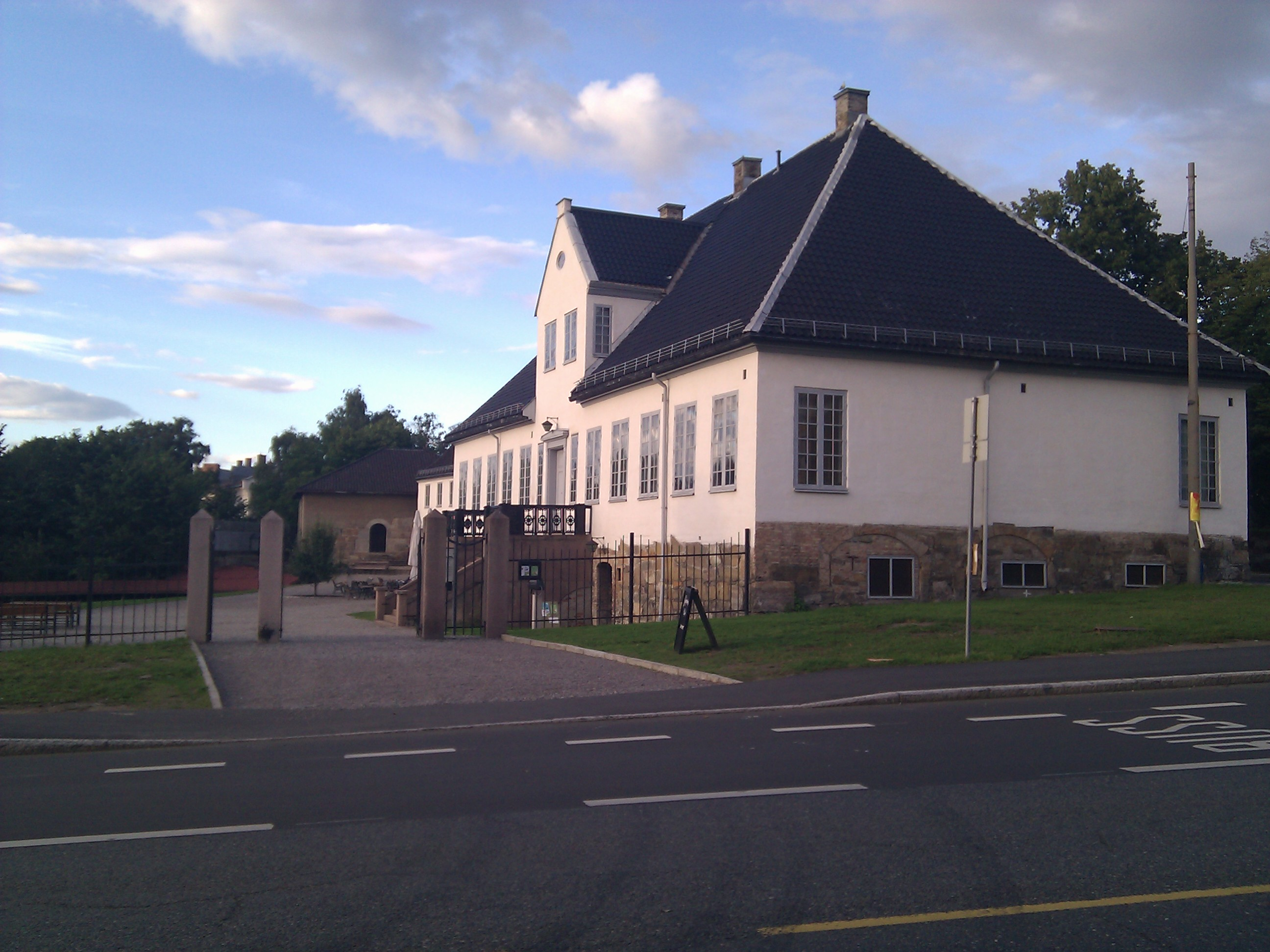
Oslo ladegård mot Bispegata, 2010

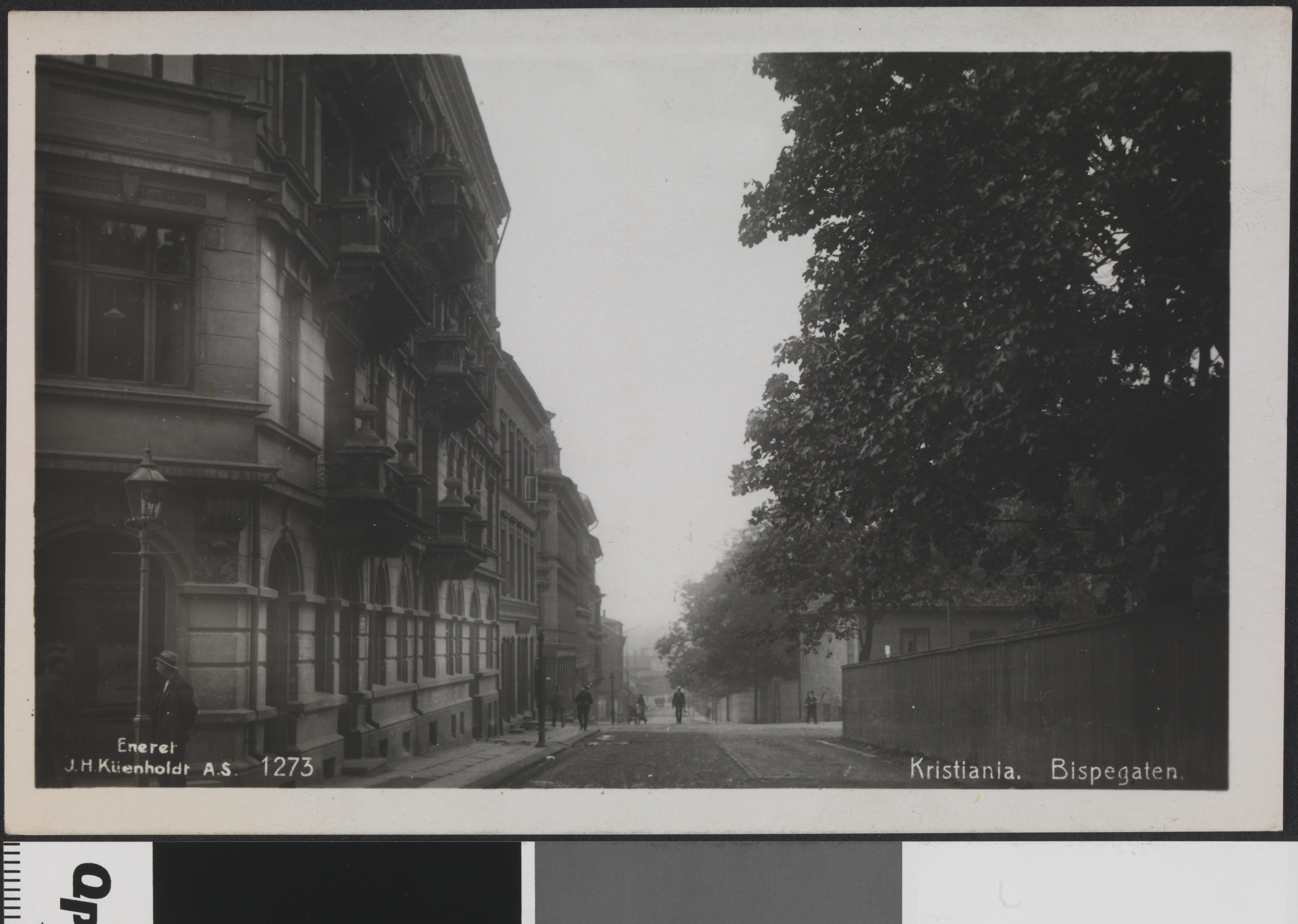
Korsningen Bispegata/Oslo gate sedd från östra delen av Bispegata, okänt datum. Byggnaderna till vänster har rivits senare.

Oslo torg är ett tidigare torg och mötesplats, som ligger mitt i Medeltidsstaden i Gamlebyen i Oslo. Det ligger vid korsningen i krysset Bispegata/Oslo gate.
Oslo bystyre beslöt i januari 2010 att återskapa Oslo torg vid korsningen Bispegata/Oslo gate på bekostnad av busstrafiken. Den 20 december 2017 beslöt bystyret att kraftigt minska och på sikt ta bort all busstrafik över Oslo torg.

## Medeltiden
Den fysiska utformningen av medeltidens Oslo torg framgår av gamla kartor och arkeologiska utgrävningar. Oslo torg var triangulärt, i likhet med medeltidstorget i Lund. Torget låg i anknytning till stadens huvudkyrka, strax väster om Hallvardskatedralen och dess kyrkogård. Katedralen var Oslo bispedømmes domkyrka från omkring 1120 till 1639, och var i bruk som kyrka till omkring 1655. Nordväst om torget låg Oslo bispeborg med trädgård (i dag Oslo ladegård). Längs den sydvästra sidan låg stadsgårdar. De historiska gatorna Vestre strete, Biskopsallmenningen och Nordre strete mynnade alla vid torget. Østre strete och det gamla Oslos centrala vattenväg Alnaelva låg i närheten.
Oslo torg och Hallvardskatedralen låg in på 1200-talet i den norra delen av staden. Under 1200-talet växte medeltidsstaden norrut och därmed kom kyrkan och torget att ligga mer i stadens mitt, och därmed blev Oslo torg stadens geografiska centrum.
Den kortaste vägen mellan torget och Bjørvika i Oslofjorden var Biskopsallmenningen ned till  Bispebrygga. Varor som anlände till staden sjövägen fördes upp till torget via Biskopsallmenningen. Från områdena i öster/nordost fördes varorna ned till torget via Strømsveien och Enebakkveien, och från söder/sydost med packdjur genom Ekebergskrenten.
Oslo hade landets enda vintermarknad, vid fastetiden. Vintermarmarknaden fortsatte av hävd att hållas i Gamlebyen ytterligare omkring 20 år efter Christianias grundläggning efter Stadsbranden i Oslo 1624. Därefter fortsatte vintermarknaderna på Christiania torv och senare från 1736 på Stortorget.

## Utsuddning och senare återupplivande av torgkaraktären
På olika kartor från första hälften av 1700-talet är den triangulära plats, som en gång var medeltidsstadens torg, framträdande. På den sista, från 1742, är Nordre stretes (senare Oslo gates) sträckning förlängd söderut över torget och fram till Gravergaden (från 1901 Konows gate). Mot slutet av 1800-talet blev det tidigare torget otydliggjort, då Bispegate förlängdes österut från Oslo torg, upp över den todigare medeltida domkyrkoanläggningenm och fram till St. Halvards gate.
På 1960-talet vidgades Bispegata till en sexfilig bilgata. Öster om torget lades en bit av södra delen av ruinen efter Hallvardskatedralen och den södra delen av den tidigare kyrkogården under ett betonglock som fundament för motorleden.
Från 1970-talet ökade medvetenheten om medeltidsstadens existens, och önskemål framkom om att kunna förevisa stadens kulturarv. Fokus kom att läggas på området runt Oslo torg. Idén var att medeltidsstadens splittrade ruinområden skulle lyftas fram som en sammanhängande helhet samt att  Gamlebyen skulle kunna skönjas med sin stadsstruktur med torg, allmänningar och gator.
Omkring 1980 hade huvuddragen i dagens trafiksystem med Ekebergstunneln och Galgebergsleden som centrala beståndsdelar utformats. En viktig del av planen var att leda trafiken utanför Oslo torg och dess närmaste omgivning. Mot slutet av 1980-talet framlades en ny plan för huvudvägsystemet, innebärande att all trafik skulle ledas utanför medeltidsstaden, så att både Bispegata (med Oslo torg) och Loenga bru skulle bli överflödiga som trafikleder. Stortinget fattade beslut 1989 om att genomföra detta så kallade "yttre alternativet".
År 1995 öppnade Ekebergstunneln och därmed skulle avstängningen av Bispegata verkställas, men Kværner Brug (nedlagt 1999) strax öster om medeltidsstaden motsatte sig stängning. Företaget krävde att få använda Bispegata för sina breda specialtransporter ned till hamnen, och därmed blev gatan tills vidare öppen för trafik. Loenga bru revs som planerat 1996. Som en direkt konsekvens blev Clemenskirken med kyrkogård, som legat under uppfarten till Loenga bru framgrävd och kunde förevisas vid Oslos tusenårsjubileum år 2000.
Från 2017 går inte längre regionala busslinjer förbi Oslo torg. Spårvägen har lagts om från Oslo gate till Dronning Eufemias gate med dess förlängning i Bispegate, och spårvagnshållplatsen Vid St. Halvards plass vid Oslo gate lades ned och ersattes av en hållplats på Bispegate vid Middelalderparken.